# Аньєс Зукасті
Аньєс Зукасті (фр. Agnès Zugasti; нар. 15 травня 1972) — колишня французька тенісистка.
Найвищу одиночну позицію світового рейтингу — 169 місце досягла 13 січня 1992, парну — 302 місце — 26 жовтня 1992 року.
Здобула 3 одиночні та 1 парний титул туру ITF.
Завершила кар'єру 1993 року.

## Фінали ITF

### Одиночний розряд (3–2)
| Легенда         |
| --------------- |
| Турніри $25,000 |
| Турніри $10,000 |

| Результат | Ранг | Дата           | Турнір                 | Покриття | Суперниця          | Рахунок       |
| --------- | ---- | -------------- | ---------------------- | -------- | ------------------ | ------------- |
| Перемога  | 1.   | 26 лютого 1990 | Віган, Велика Британія | Тверде   | Таня Гаусшилдт     | 1–6, 6–3, 6–3 |
| Поразка   | 2.   | 25 лютого 1991 | Лісабон, Португалія    | Ґрунт    | Софі Альбінус      | 7–6, 3–6, 5–7 |
| Перемога  | 3.   | 29 квітня 1991 | Барселона, Іспанія     | Ґрунт    | Ana-Belen Quintana | 6–3, 6–2      |
| Перемога  | 4.   | 6 травня 1991  | Льєйда, Іспанія        | Ґрунт    | Естефанія Боттіні  | 4–6, 7–5, 6–2 |
| Поразка   | 5.   | 3 червня 1991  | Мілан, Італія          | Ґрунт    | Іріна Спирля       | 4–6, 5–7      |

### Парний розряд (1–0)
| Результат | Ранг | Дата          | Турнір        | Покриття | Партнерка        | Суперниці                    | Рахунок  |
| --------- | ---- | ------------- | ------------- | -------- | ---------------- | ---------------------------- | -------- |
| Перемога  | 1.   | 3 грудня 1990 | Гавр, Франція | Ґрунт    | Жулі Алар-Декюжі | Габі Горенгель Амі ван Бюрен | 6–3, 6–0 |